# Bolna
Bolna is een berg in het Saltfjellet-gebergte op het grondgebied van de gemeente Rana in de provincie Nordland van Noorwegen. De berg is 1460 meter hoog en ligt net boven de poolcirkel in het Saltfjellet-Svartisen Nationaal Park, en zo'n 15 km van de Zweedse grens.
Aan de zuidoostkant van de berg ligt het Station Bolna, nu gesloten, op de Norlandsbanen. Op 200 meter van het station staat de Bolnastua, een berghut (lodge) uit 1993 met 13 bedden in een berkenbos nabij de boomgrens. De Europese weg 6 loopt langs de berg.